# Nivaldo
Nivaldo, właśc. Nivaldo Aparecido Bernardino (ur. 9 marca 1976 w Cornélio Procópio) – piłkarz brazylijski występujący na pozycji bramkarza.

## Kariera klubowa
Karierę piłkarską Nivaldo rozpoczął w klubie w 1994 roku. W latach 1995–1998 był zawodnikiem Corinthians São Paulo. Z Corinthians dwukrotnie zdobył mistrzostwo stanu São Paulo w 1995 i 1997.

## Kariera reprezentacyjna
Nivaldo występował w olimpijskiej reprezentacji Brazylii. W 1995 roku uczestniczył w Igrzyskach Panamerykańskich w Mar del Plata na których Brazylia odpadła w ćwierćfinale. Na turnieju Nivaldo był rezerwowym i nie wystąpił w żadnym meczu.

## Źródła
- Profil